# Кемський Сергій Олександрович
Сергій Кемський (нар. 15 листопада 1981, Керч, Кримська область, УРСР — пом. 20 лютого 2014, Київ, Україна) — політолог, журналіст, громадський активіст, учасник Євромайдану. Загинув від кулі снайпера на вулиці Інститутській у Києві. Герой України.

## Життєпис
Сергій Кемський народився 1981 року в Керчі. Його батьки жили в Житомирській області, але після закінчення морехідного училища батька Сергія було направлено служити у Крим. Сергій закінчив місцеву школу № 1. Займався кікбоксингом, плаванням, полюбляв читати. Захоплювався творчістю Володимира Маяковського й сам писав вірші. В школі він був типовим сином моряка, відмінником, займався спортом, любив ходити в гори. Для того, щоб продовжити навчання у Львові, самотужки підтягував українську. 1999 року вступив на філософський факультет Львівського національного університету імені Івана Франка на спеціальність «Політологія».
Коли Сергій навчався на останньому курсі, почалася Помаранчева революція. Разом з однокурсниками він приїхав до Києва та брав участь в акціях проти фальсифікації результатів виборів.
Закінчивши навчання, Сергій приїхав до Києва. Спочатку писав тексти для рекламного агентства, а потім долучився до журналістики. У 2009 році разом із товаришем заснував ГО «Інститут політичних та економічних ризиків і перспектив», готував аналітичні матеріали.
Останні роки життя, з 2011 року, мешкав у Коростені. Здобув ступінь магістра політології на філософському факультеті Львівського національного університету імені Івана Франка. Співробітник Інституту політичних та економічних ризиків і перспектив, писав статті для «Української правди», газети «День» та інших видань, перекладав з англійської. Вів кілька інтернет-проєктів, був засновником та адміністратором ресурсу «Кооперативний рух». Окрім цього, створив портал для англомовних користувачiв про Україну, розробив сайт, на якому можна було отримати безкоштовну юридичну онлайн-консультацію.
Анархіст за переконаннями. Виступав за пряму демократію, кооперативний рух, шукав найефективніші механізми взаємодопомоги, подолання міліцейського свавілля, контролю за політиками та боротьби з корупцією. Був засновником та адміністратором ресурсу «Кооперативний рух». Переклав пісню Джона Леннона «Imagine» українською.

## На Майдані

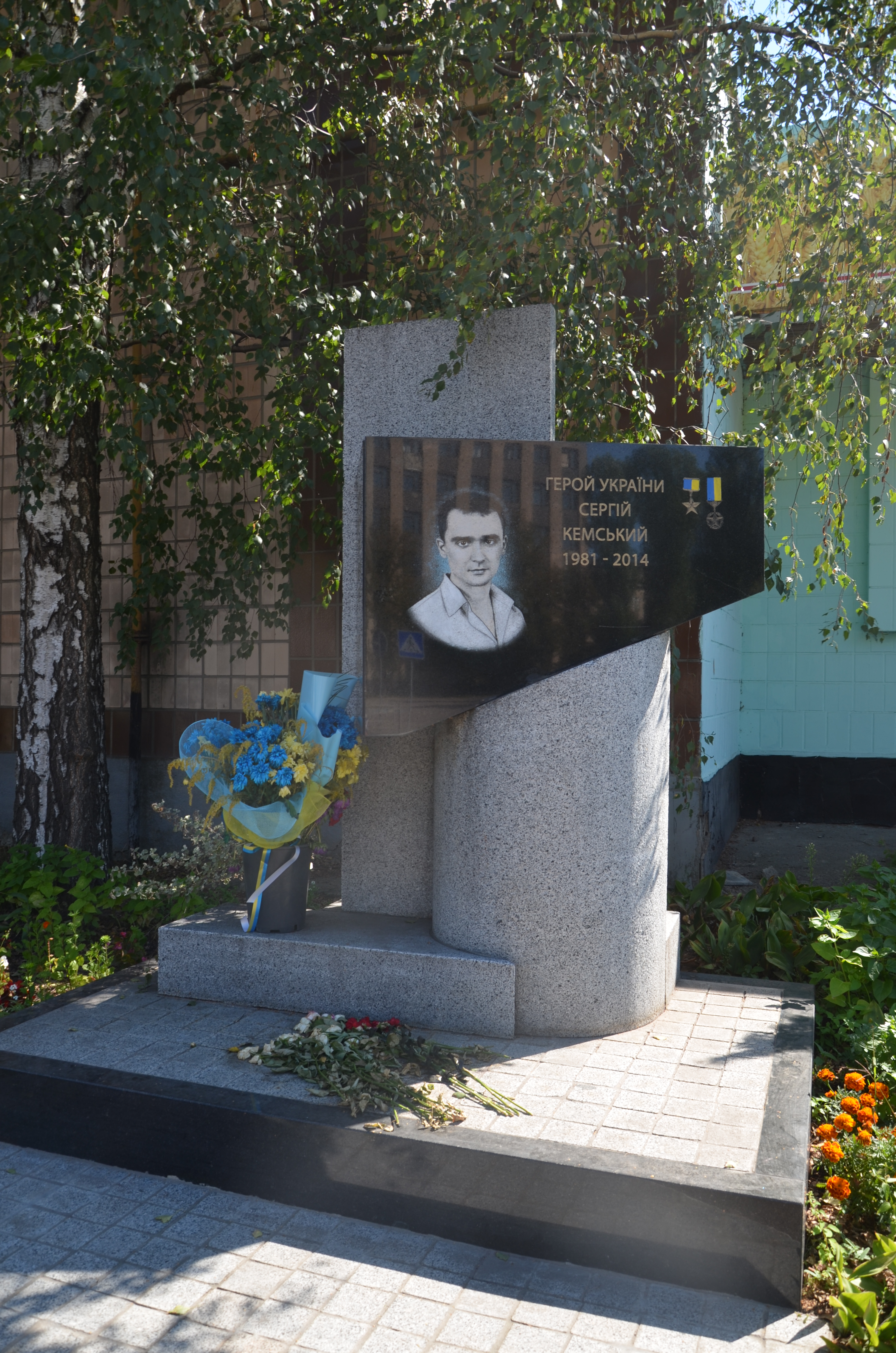
Пам'ятник Сергію Кемському

Був прихильником ненасильницького спротиву.
Допомагав у створенні організацій взаємодопомоги у Коростені та на Майдані в Києві. На масовому київському мітингу 1 грудня 2013 року йшов у колоні лівих, профспілкових і правозахисних активістів з плакатом проти міліцейського насилля.
Про завдання Майдану як постійного інструменту прямої демократії та громадського контролю написав 19 грудня 2013 року в статті «Чуєш, Майдане?». На Майдан приїздив часто, брав участь у створенні анархістської «Чорної сотні». Допомагав виносити поранених.
Вбитий снайпером пострілом у шию 20 лютого 2014 року на вулиці Інститутській у Києві. Активістами тіло перенесене до готелю «Козацький», звідки транспортом доправлене на подвір'я Михайлівського Золотоверхого монастиря.
Похований у селищі міського типу Яблунець Ємільчинського району Житомирської області, звідки родом батьки.

## Вшанування пам'яті
У 2016 році іменем Сергія Кемського в Коростені названо вулицю.
У 2019 році у Коростені встановили невеликий пам' ятник Герою України Сергію Кемському.

### Нагороди
- 21 листопада 2014 року присвоєно звання Герой України з удостоєнням ордена «Золота Зірка» (посмертно) — за громадянську мужність, патріотизм, героїчне відстоювання конституційних засад демократії, прав і свобод людини, самовіддане служіння Українському народу, виявлені під час Революції гідності[8].
- Медаль «За жертовність і любов до України» (УПЦ КП, червень 2015) (посмертно)[9]